# 台湾破布木
台湾破布木（学名：Cordia cumingiana）为紫草科破布木属下的一个种。

## 扩展阅读
- 維基物種上的相關：台湾破布木